# Kiss Kiss Bang Bang (film)
Pour les articles homonymes, voir Kiss Kiss Bang Bang.
Ne doit pas être confondu avec Chitty Chitty Bang Bang.
Pour plus de détails, voir Fiche technique et Distribution.
Kiss Kiss Bang Bang (parfois Shane Black's Kiss Kiss, Bang Bang) ou Baisers fumants au Québec est un film américain réalisé par Shane Black et sorti en 2005. Il s'agit d'une adaptation libre du roman Les morts ont la bougeotte (Bodies Are Where You Find Them) de Brett Halliday, publié en 1941, et une parodie-hommage au genre hardboiled. Il s'agit du premier long métrage réalisé par Shane Black.
Mêlant comédie et néo-noir, le long métrage met en scène Robert Downey Jr. dans le rôle de Harry Lockhart, un petit voleur assez maladroit de New York. Grâce à un concours de circonstance, il se retrouve à Los Angeles où il fait équipe avec Gay Perry, un détective privé homosexuel. De fil en aiguille, le voilà mêlé à une histoire de meurtre des plus complexes à Hollywood,.
Le film est présenté hors compétition au festival de Cannes 2005. S'il reçoit des critiques globalement positives, le film n'est pas un succès au box-office.

## Synopsis
Harry Lockhart se trouve dans une soirée mondaine très chic dans le quartier de Hollywood à Los Angeles. Il raconte aux spectateurs comment il s'est retrouvé là. À New York, Harry cambriole un magasin de jouets avec un complice. Rien ne se passe comme prévu : l'alarme se déclenche et son complice est tué. Pour fuir la police, Harry se retrouve par hasard à un casting pour un projet de film. Il passe involontairement un bout d'essai en faisant forte impression alors qu'il était en réalité choqué par les remords et la mort de son collègue. Mais sa performance séduit le directeur de casting Dabney Shaw, qui y voit un aspect de la Méthode. Hary est donc envoyé à Los Angeles, pour passer un nouveau bout d'essai. C'est ainsi qu'il est invité à la fête. Harry y rencontre la belle Harmony Lane, ainsi que « Gay » Perry van Shrike. Ce dernier est un détective privé engagé pour le guider dans son travail pour son futur test d'audition. L'hôte de la fête est Harlan Dexter, un acteur à la retraite, qui vient de résoudre un conflit concernant l'héritage de sa femme avec sa fille, Veronica, dont il est séparé. Harry met du temps à reconnaître Harmony, son amour d'enfance quand ils vivaient dans l'Indiana. Ils se retrouvent dans un bar après la soirée. Harry lui fait croire qu'il est devenu détective privé.
Dans le but de se préparer à son rôle, Harry accompagne Perry pour une mission de surveillance dans un chalet de Lac Big Bear. Perry et Harry voient une voiture jetée dans le lac. Apercevant un corps de femme dans le coffre, Perry tire sur la serrure pour tenter de le sauver, mais touche accidentellement le corps. Ils décident de ne pas signaler l'incident, car il semblerait qu'il l'ait tuée. Pensant qu'Harry est réellement un détective privé, Harmony lui parle de sa sœur, Jenna, qui se serait suicidée. Il retrouve ensuite le corps du lac, identifié comme étant celui de Veronica, dans sa salle de bain et le dépose avec Perry, mais découvre bientôt que Jenna a utilisé la carte de crédit d'Harmony pour embaucher Perry. Harry va voir Harmony, qui lui coupe accidentellement le doigt en claquant la porte, après avoir découvert qu'il avait menti sur son statut de détective privé.
Lors d'une fête avec Harmony, les deux hommes du lac — alias Mr. Frying Pan (M. Poêle à frire) et Mr. Fire — frappent Harry pour le convaincre d'arrêter d'enquêter sur l'affaire. Harmony et Harry les suivent jusqu'à la dernière planque de Perry et Harmony va l'avertir, laissant Harry endormi dans la voiture. M. Poêle à frire finit par être tué par un vendeur de nourriture armé. Une fille aux cheveux roses vole la voiture d'Harmony et conduit sans le vouloir un Harry inconscient chez elle. M. Feu arrive et la tue. Harry le tue à son tour.
Harry retrouve ensuite Harmony à son hôtel. Elle révèle avoir confié à Jenna qu'Harlan était son vrai père pour lui redonner espoir après les violences sexuelles de leur vrai père. Harry et Harmony commencent à sympathiser jusqu'à ce qu'elle avoue avoir couché avec le meilleur ami d'Harry au lycée, ce qui la pousse à la jeter dehors.
Apprenant la disparition supposée d'Harmony, Harry et Perry enquêtent sur un hôpital psychiatrique appartenant à Harlan. Ils découvrent que Veronica y a été enfermée par lui, pour être remplacée par la jeune fille aux cheveux roses, afin de mettre fin à la querelle d'héritage. Harry tue involontairement un infirmier meurtrier, puis ils sont capturés par Harlan. Harry contacte Harmony, qui vole la camionnette contenant le corps de Veronica. Les hommes s'échappent et sont touchés par la même balle. Harry parvient ensuite à tuer Harlan.
À l'hôpital, le trio apprend que Jenna s'est suicidée après avoir vu Harlan avoir des relations sexuelles avec le remplaçant de Veronica, croyant que son « nouveau père » était lui aussi incestueux. Dans l'Indiana pour les obsèques de Jenna, Perry gifle le père de la jeune femme, alité, et le rend responsable de la mort de sa fille.
Dans un discours de clôture, face caméra, Harry nous apprend qu'il travaille désormais pour Perry.

## Fiche technique
Sauf indication contraire, les informations mentionnées dans cette section peuvent être confirmées par la base de données cinématographiques IMDb,  présente dans la section « Liens externes ».
- Titre original et français : Kiss Kiss Bang Bang, parfois Shane Black's Kiss Kiss, Bang Bang
- Titre québécois : Baisers fumants
- Titre de travail : L.A.P.I.
- Réalisation : Shane Black
- Scénario : Shane Black, d'après le roman Bodies Are Where You Find Them de Brett Halliday
- Musique : John Ottman
- Photographie : Michael Barrett
- Montage : Jim Page
- Distribution des rôles : Mary Gail Artz et Barbara Cohen
- Décors : Aaron Osborne
- Décoratrice de plateau : Jeannie Gunn
- Direction artistique : Erin Cochran
- Costumes : Christopher J. Kristoff
- Producteur : Joel Silver

Coproductrice : Carrie Morrow
Producteurs délégués : Susan Downey et Steve Richards
Productrice associée : Jessica Alan
- Société de production : Warner Bros. Pictures et Silver Pictures
- Budget : 15 000 000 $
- Pays de production :  États-Unis
- Format : couleurs (DeLuxe) - 2,35:1 - Dolby Digital - 35 mm
- Genres : comédie noire, comédie policière, néo-noir
- Durée : 103 minutes
- Dates de sortie :
  - France : 14 mai 2005 (festival de Cannes), 14 septembre 2005 (sortie nationale)
  - États-Unis : 11 septembre 2005
  - Belgique : 5 octobre 2005
  - Canada : 11 novembre 2005
- Classification[3] :
  - États-Unis : R
  - France : tous publics

## Distribution
Source et légende : VF : Voix françaises
- Robert Downey Jr. (VF : Bernard Gabay) : Harold « Harry » Lockhart
- Val Kilmer (VF : Philippe Vincent) : Perry Van Shrike, dit « Gay Perry »
- Michelle Monaghan (VF : Barbara Kelsch) : Harmony Faith Lane
- Corbin Bernsen (VF : Jean-Marie Winling) : Harlan Dexter
- Dash Mihok (VF : Boris Rehlinger) : M. Frying Pan
- Larry Miller (VF : Jean-François Aupied) : Dabney Shaw
- Rockmond Dunbar (VF : Jean-Paul Pitolin) : M. Fire
- Shannyn Sossamon : la fille aux cheveux roses
- Angela Lindvall : Flicka
- Indio Falconer Downey : Harry, âgé de 9 ans
- Ariel Winter : Harmony, âgée de 7 ans
- Duane Carnahan : l'enfant à la tronçonneuse
- Josh Richman : Rickie
- Martha Hackett : la femme au pistolet
- Nancy Fish : la femme du casting à New York
- Tanja Reichert : l'actrice de séries B
- Judie Aronson : la fille au sac
- Ali Hillis : Marleah
- Kathy Lamkin : la femme forte à l'hôpital
- Evan Parke : un garde à la clinique
- Vincent Laresca : Aurelio
- Harrison Young : le père de Harmony
- Joel Michaely : Eugene
- Richard Grieco : un acteur (non crédité)
- Laurence Fishburne : l'ours dans la publicité pour Genaros Beer (voix - caméo non crédité)

## Production

### Genèse et développement
À la suite de l'échec critique de Au revoir à jamais (1996, Renny Harlin) et après une lettre de refus de l'Academy of Motion Picture Arts and Sciences, le scénariste Shane Black décide de sortir de son genre de prédilection, le film d'action. Suivant l'exemple de James L. Brooks, il souhaite réaliser une comédie romantique sur deux enfants de Los Angeles et soumet l'idée à James L. Brooks, qui apprécie la première ébauche mais souhaite que l'idée se développe encore et suggère à Shane Black d'imaginer le Jack Nicholson de Pour le pire et pour le meilleur qui jouerait une « version » du Jack Nicholson de Chinatown. Shane Black ajoute finalement des éléments de film d'action et retravaille le script, en y ajoutant notamment le personnage du détective Gay Perry.
Shane Black explique alors s'inspirer de vieux romans de détectives privés tout en utilisant des personnages réalistes dans un monde moderne inspiré des années 1950 et 1960. Si l'intrigue criminelle s'inspire du roman Bodies Are Where You Find Them de Brett Halliday, Shane Black rend également hommage à Raymond Chandler en séparant son film en chapitres nommés d'après des livres de ce dernier (1. Trouble is My Business, 2. The Lady in the Lake, 3. The Little Sister, 4. The Simple Art of Murder et l'épilogue Farewell, My Lovely),.
Le script, initialement intitulé You'll Never Die in This Town Again, est rejeté par plusieurs studios. Le producteur Joel Silver, qui avait déjà produit le premier scénario de Shane Black, L'Arme fatale, ainsi que le film de Tony Scott Le Dernier Samaritain, décide de l'aider. Le titre change alors pour L.A.P.I. puis à nouveau, peu avant le début du tournage, pour devenir Kiss Kiss Bang Bang, qui selon Shane Black évoque un mélange de comédie romantique et de thriller.
Pour ce dernier aspect, Shane Black souhaite insuffler à son film une ambiance néo-noir. Il projette à son directeur de la photographie Michael Barrett et à son chef décorateur Aaron Osborne des films comme Détective privé (Jack Smight, 1966) et Le Point de non-retour (John Boorman, 1967). Aaron Osborne puise par ailleurs son inspiration dans les couvertures de romans de détectives privés illustrées par Robert McGuinness.

### Attribution des rôles
Pour le rôle principal de Harry Lockhart, Benicio del Toro, Hugh Grant ou Johnny Knoxville sont évoqués,. Robert Downey Jr. entend parler du film par sa compagne Susan Levin, qui est alors l'assistante du producteur Joel Silver. Il vient par ailleurs de finir le tournage de Gothika — également produit par Joel Silver — et Shane Black et ses producteurs décident alors de l'auditionner. L'acteur est engagé après de très bonnes lectures ainsi que par son acceptation d'un petit salaire qui entre dans le budget serré du film. L'acteur, qui est en train de sortir d'une période très difficile en raison de diverses addictions et de séjours en prison, est d'abord satisfait de renouer avec le métier.
Après Robert Downey Jr., Susan Levin suggère également Val Kilmer, qui souhaitait depuis longtemps jouer dans une comédie.

### Tournage
Le tournage a lieu à en Californie, principalement à Los Angeles (Venice, MacArthur Park, Los Angeles Theatre, etc.), mais également à Long Beach, Santa Clarita et Santa Monica.
La scène de la fête à Hollywood, au début du film, a été tournée dans le propre manoir de Shane Black à Los Angeles,.

### Musique
La musique du film est composée par John Ottman. L'album de la bande originale est commercialisé le 18 octobre 2005.
| 1.    | The Fair                             | 1:38 |
| 2.    | Main Titles                          | 1:53 |
| 3.    | Innocent Times                       | 2:02 |
| 4.    | Toy Heist                            | 1:55 |
| 5.    | Lovely Confessions                   | 2:30 |
| 6.    | Surveillance Lesson                  | 3:22 |
| 7.    | Harry Smartens Up                    | 1:48 |
| 8.    | Dead Girl in Shower                  | 3:49 |
| 9.    | Harmony Is Dead?                     | 1:25 |
| 10.   | Saving Perry                         | 4:40 |
| 11.   | Flashback / Dropping Off Body        | 2:38 |
| 12.   | They Took My Crickets                | 1:48 |
| 13.   | Oh, Nuts!                            | 2:56 |
| 14.   | Whoa, Who's This?                    | 1:38 |
| 15.   | Harmony Lives                        | 2:16 |
| 16.   | Doggie Treat / First Kill            | 2:09 |
| 17.   | Going Home                           | 1:47 |
| 18.   | Harmony Sees a Clue                  | 1:24 |
| 19.   | Harry's Rage                         | 3:23 |
| 20.   | Painful Pieces                       | 1:27 |
| 21.   | That's the Story                     | 2:46 |
| 22.   | Broken (featuring Robert Downey Jr.) | 5:10 |
| 54:35 |                                      |      |

## Sortie et accueil

### Critique
Dans les pays anglophones, Kiss Kiss Bang Bang rencontre un accueil très favorable : le site Rotten Tomatoes lui attribue 83 % d'avis positifs, sur la base de 149 commentaires, dont 124 à majorité favorables, et une note moyenne de 7.3⁄10 ; le site Metacritic lui attribue le score de 72⁄100, sur la base de 37 commentaires, dont trente-trois à majorité favorables. Beaucoup de critiques ont été séduits par le côté vif et intelligent du film et l'alchimie de Robert Downey Jr. et Val Kilmer à l'écran. En France, le film obtient également un bon accueil de la part de la presse : le site Allociné, sur la base de vingt-et-un titres de presse recensés, lui attribue la note moyenne de 3.7⁄5.

### Box-office
D'abord sorti de façon limitée en salles, Kiss Kiss Bang Bang démarre à la trente-septième position du box-office américain pour son premier week-end d'exploitation avec 180 660 $ des recettes, soit une moyenne de 22 582 $ sur les huit salles à le diffuser. Le week-end suivant, le film augmente de 87,1 % de ses recettes, puisque passant à 52 salles, il totalise 337 990 $, soit une moyenne de 6 499 $ et un cumul de 595 177 $ et atteint un pic culminant en quatrième week-end d'exploitation avec un pourcentage des recettes en augmentation, avec une hausse de 96,4 %, de même que pour les salles, avec 169 salles qui le diffusent, avec un cumul de 2 107 243 $, dont 785 842 $ en quatrième week-end et une moyenne - toutefois en baisse - de 4 649 $ par salles, ayant atteint le million de dollars de recettes le week-end précédent. Mais au fil des week-ends et d'une hausse de salles, le film perd en recettes et finit avec un total de 4 235 837 $ en douzième semaine d'exploitation, ne rencontrant qu'un relatif échec commercial, au vu de son budget de 15 millions, malgré un bon accueil de la presse et un bon démarrage au box-office aux États-Unis.
En France, Kiss Kiss Bang Bang démarre à la cinquième place du box-office avec 154 354 entrées, pour sa première semaine, où il est diffusé dans une moyenne de 225 salles, puis chute de deux places la semaine suivante avec 95 932 entrées, soit une perte de 37,85 % de ses entrées et un cumul de 250 286 entrées . Finalement, après treize semaines à l'affiche, le film totalise 352 644 entrées.
Dans les pays étrangers, Kiss Kiss Bang Bang, bien que n'ayant pas réussi à dépasser son budget de production, parvient à totaliser 11 541 392 $, portant le cumul du box-office mondial à 15 785 148 $.

## Distinctions

### Récompenses
- Satellite Awards 2005 : meilleur acteur dans un second rôle dans un film musical ou une comédie pour Val Kilmer
- Empire Awards 2006 : meilleur thriller

### Nominations
- Festival de Cannes 2005 : hors compétition
- Satellite Awards 2005 : meilleur acteur dans un film musical ou une comédie pour Robert Downey Jr., meilleur acteur dans un second rôle dans un film musical ou une comédie pour Corbin Bernsen, meilleure actrice dans un second rôle dans un film musical ou une comédie pour Michelle Monaghan et meilleure chanson originale pour Broken
- Saturn Awards 2006 : meilleur film d'action, d'aventure ou thriller, meilleur acteur pour Robert Downey Jr., meilleure musique, meilleur acteur dans un second rôle pour Val Kilmer et meilleure actrice dans un second rôle pour Michelle Monaghan